# Cyrtodactylus chengodumalaensis
Cyrtodactylus chengodumalaensis — вид ящірок з родини геконових (Gekkonidae). Описаний у 2023 році.

## Таксономія
Cyrtodactylus chengodumalaensis є частиною видового комплексу Cyrtodactylus collegalensis та сестринським до Cyrtodactylus yakhuna.

## Назва
Видова назва chengodumalaensis вказує на типове місцезнаходження - пагорб Ченгодумала.

## Поширення
Ендемік Індії. Відомий лише у типовому місцезнаходженні — маєток Кумарагірі в окрузі Малаппурам у штаті Керала.